# Milaševac
Milaševac is een plaats in de gemeente Čazma in de Kroatische provincie Bjelovar-Bilogora. De plaats telt 192 inwoners (2001).